# Tennistavolo Polisportiva Bagnolese
La Tennistavolo Polisportiva Bagnolese, meglio conosciuto come Tennistavolo Bagnolese, è una società professionistica di tennistavolo con sede nella città di Bagnolo San Vito in provincia di Mantova.
Fondata nel 2006 da un gruppo di amici locali nel quale faceva parte l'attuale presidente Paolo Frigeri.
Tennistavolo Bagnolese è in ascesa costante, contando ad oggi, alla partecipazione in campionati regionali e nazionali dove da anni partecipa stabilmente ai massimi livelli del tennistavolo italiano (serie A1 e A2).

## Cronistoria

### Squadra serie A1 femminile[1]
- Stagione 2017/2018 Nazionale: 4ª Classificata[1]
- Stagione 2018/2019 Nazionale: 5ª Classificata[1]
- Stagione 2019/2020 Nazionale: Campionato non concluso, causa pandemia Covid-19[1]
- Stagione 2020/2021 Nazionale: 2ª Classificata[2]
- Stagione 2021/2022 Nazionale: 2ª Classificata
- Stagione 2022/2023 Nazionale: 3ª Classificata

### Squadra serie A1 maschile
- Stagione 2023/2024 Nazionale: 3ª Classificata  (Jordy Piccolin, Francisco Sanchi, Daniele Pinto, Andrei Istrate)

- Stagione 2024/2025 Nazionale: (Jordy Piccolin, Francisco Sanchi...

### Squadra serie A2 femminile
- Stagione 2023/2024 Nazionale: 1ª Classificata, Promozione in serie A1 (Cristina Semenza, Tian Jin, Nita Viorica Daniela)

- Stagione 2023/2024 Nazionale: